# Polícia Internacional e de Defesa do Estado
Die Polícia Internacional e de Defesa do Estado anhörenⓘ (dt. Internationale Polizei und Staatsschutz), besser bekannt als PIDE, war in Portugal unter der Herrschaft von António de Oliveira Salazar und Marcelo Caetano eine Geheimpolizei. Sie sorgte als geheime Staatspolizei dafür, dass Oppositionelle im Gefängnis verschwanden. Der Sitz der PIDE befand sich in der Rua António Maria Cardoso 18–26 in Lissabon.

## Geschichte
Die PIDE wurde am 22. Oktober 1945 gegründet und löste die 1933 mit Unterstützung deutscher und italienischer Berater ins Leben gerufene PVDE (Polícia de Vigilância e Defesa do Estado) ab. Der Vorgänger PVDE und ebenso die PIDE waren ein Werkzeug der politischen Justiz und Unterdrückung und verfügten über zahlreiche Sondergerichte sowie Spezialgefängnisse. Den Hauptschwerpunkt ihrer Tätigkeit richtete sie auf die im Land bestehende kommunistische Bewegung und deren Bemühungen, ihre Struktur und Einflussmöglichkeiten zu vergrößern. Mit der Zunahme der in das Land einströmenden Emigration während des spanischen Bürgerkrieges im Nachbarland und den aus Deutschland und den besetzten Gebieten ausgewiesenen Personen verstärkte sie ihr drastisches Vorgehen im Landesinneren. Ihre Struktur und Arbeitsweise wurden mit Hilfe der deutschen Gestapo in der zweiten Hälfte der 1930er Jahre weiter verbessert. Beide Organisationen tauschten sich über ihre Erfahrungen mit Verhör- bzw. Foltermethoden gegenüber Oppositionellen aus, nahmen Abgleiche in der Fahndungs- und Verfolgungspraxis vor und verbesserten äußerst nachhaltig ihre Kartei- und Registraturarbeit sowie die Archivierung von Geheimdienstmaterial.
Im Laufe der Jahre baute die Staatspolizei ein umfangreiches Informanten- und Spitzelnetz auf. So gelang es ihr, eine umfassende polizeistaatliche Überwachung des öffentlichen und privaten Lebens zu schaffen. 1945 wurde sie in PIDE umbenannt. Vorbild bei der Strukturierung der verschiedenen Abteilungen war nun nicht mehr die deutsche Gestapo, sondern der britische Scotland Yard. Sie sollte jegliche Opposition in Portugal gegen das autoritäre Regime des Estado Novo unterdrücken.
Als staatliches Terrorinstrument war die PIDE in Portugal vor allem bei der Opposition sehr gefürchtet. Als bei der Präsidentschaftswahl 1958 der liberale Oppositionskandidat Humberto Delgado trotz massiver Wahlmanipulationen seitens der PIDE ca. 24 % der Stimmen erhielt, wurde er später aus der Armee entlassen und gezwungen, nach Brasilien zu flüchten. Von dort aus unterstützte er weiterhin oppositionelle Aktionen in Portugal, so auch 1961 in der Santa-Maria-Affäre. Bei seinem Versuch zurückzukehren wurde Humberto Delgado 1965 an der portugiesisch-spanischen Grenze von einem Einsatzkommando der PIDE ermordet.
Außerhalb Portugals waren die Taten der PIDE kaum bekannt. Das änderte sich erst im Verlauf der Kolonialkriege, als die Agenten unter anderem den Unabhängigkeitskämpfer Amílcar Cabral aus Guinea-Bissau mehrmals zu ermorden versuchten. Das Hauptgefängnis der politischen Polizei befand sich in Caxias und wurde am 27. April 1974 während der Nelkenrevolution erstürmt. Im kapverdischen Ort Tarrafal war 1936 zudem ein Konzentrationslager eingerichtet worden, das als Konzentrationslager von Tarrafal im gesamten portugiesisch regierten Gebiet und später auch international bekannt wurde. 1965 gründete die PIDE in Angola eine Counterinsurgency-Einheit, die Flechas, die praktisch ausschließlich aus Eingeborenen bestand und gegen die Versorgungslinien der Rebellengruppen eingesetzt wurde.
Am 24. September 1969 wurde die PIDE durch Marcelo Caetano aufgelöst und durch die DGS (Direção-Geral de Segurança) ersetzt. Die Methoden und Ziele blieben aber dieselben.

## Film
- 2010: 48; Regie: Susana de Sousa Dias (prämierter Dokumentarfilm, der Aussagen ehemaliger PIDE-Gefangene über ihre unterschiedlichen Foltererfahrungen zusammenfügt)